# Тиммер, Хендрик
Хендрик (Хенк) Тиммер (нидерл. Hendrik (Henk) Timmer; 7 февраля 1904, Утрехт — 13 ноября 1998, Билтховен, провинция Утрехт) — нидерландский теннисист. Многократный чемпион Нидерландов во всех разрядах, бронзовый призёр Олимпийских игр 1924 года в смешанном парном разряде, чемпион Нидерландов по сквошу.

## Биография
Хенк Тиммер родился в Утрехте в семье учителя английского языка. Его семья была достаточно зажиточной, чтобы позволить ему после окончания школы посвятить себя занятиям спортом. Теннисная карьера Тиммера продолжалась с 1922 по 1936 год. Уже в 1922 году он дошёл до финала национального чемпионата Нидерландов, а в следующем году дебютировал в составе сборной Нидерландов в матче Кубка Дэвиса против испанцев. В 1924 году на Олимпийских играх в Париже Тиммер в паре с Корнелией Бауман стал бронзовым призёром в смешанном парном разряде.
С 1927 года Тиммер на долгое время стал единоличным лидером мужского тенниса в Нидерландах. В общей сложности он выигрывал чемпионат Нидерландов в одиночном разряде девять раз (в том числе по четыре раза подряд с 1927 по 1930 и с 1932 по 1935 год), в мужских парах восемь раз и в миксте — пять раз. На международном уровне его высшими успехами стали четыре выхода в четвертьфинал Уимблдонского турнира; этот результат он показал в 1927 и 1929 годах в одиночном разряде (проиграв соответственно французам Жану Боротра и Анри Коше) и в 1928 и 1930 году в мужских парах. Ещё один поединок с Коше на Уимблдонском турнире, в 1930 году, продлился пять сетов. На чемпионате Франции Тиммер не выходил дальше, чем в 1/8 финала, а в двух других турнирах Большого шлема не участвовал ни разу. В 1932 году Тиммер дошёл до финала турнира в Queen's Club, традиционно предшествующего Уимблдону.
Со сборной Нидерландов Тиммер в 1925 году добрался до финала Европейской зоны, где его команда уступила французам. В общей сложности с 1923 до 1936 года он провёл за сборную 65 встреч в 26 матчах; на его счету 32 победы при 15 поражениях в одиночном разряде и 11 побед при 7 поражениях в парном. Установленные Тиммером рекорды национальной сборной Нидерландов по общему количеству побед и по количеству побед в одиночном разряде не побиты и через восемьдесят лет.
Как теннисист, Тиммер демонстрировал быструю и умную игру, а наиболее мощным оружием в его арсенале была игра закрытой ракеткой. Единственным слабым местом в его игре оставалась подача. Помимо тенниса, Тиммер успешно занимался и другими видами спорта, включая лыжи, хоккей и гольф. Он был чемпионом Нидерландов по сквошу и трижды принимал участие в конькобежном сверхмарафоне Elfstedentocht. В гольфе он выиграл в общей сложности десять турниров.
Карьера теннисиста-любителя не могла обеспечить Хенка Тиммера средствами к существованию, и с 1933 года до пенсии он работал страховым агентом. Он умер в ноябре 1998 года в Билтховене (провинция Утрехт). В этом же месяце умерла и его партнёрша по Олимпийским играм 1924 года Кеа Бауман; между датами их смерти прошло менее недели.